# 牛尾三千夫
牛尾 三千夫（うしお　みちお、1907年4月5日 - 1986年9月17日）は、日本の民俗学者、神職、歌人。現代に神がかりを残す大元神楽の伝承者で主に神楽と田植歌の分野で功績を残している。

## 略歴
1907年4月5日、島根県邑智郡市山村（現江津市桜江町市山）に生まれる。実家は神職を家職としていた。
1921年、市山村尋常高等小学校を卒業し島根県立浜田中学校に入学するも、長期の病気療養を経て1925年に退学、広島市の私立山陽中学校に編入し1927年に卒業した。医科大学進学を希望していたが、兄の死により牛尾が家業を継ぐことになり國學院大學神道部に進学する。なお母の死によって上京は1年遅れる。
在学中、鈴木棠三、三谷栄一らとともに方言研究会を創設し会誌「方言」を発刊するも3号で廃刊する。また短歌の勉強をするようになり、鈴木らとともに國學院大學講師の西角井正慶に歌を見てもらう集まり「柊会」を結成する。歌誌として月刊「装填」を創刊する。
1932年、國學院大學卒業。卒業後すぐ、西角井正慶の『神楽研究』執筆や北野博美の雑誌「民俗芸術」編集を手伝う。
1934年、父の老齢のため帰郷する。1938年、島根民俗学会を発足させ、機関誌「島根民俗」を発刊。1945年から父に代わり市山飯尾山八幡宮宮司・長谷村八幡宮宮司を務める。広島・島根・山口県の文化財保護審議会委員を務める。1961年「田唄研究」を発刊。
1963年には「民俗学研究と文化財の調査保護に尽力」の功績で第20回中国文化賞を受賞。
勲五等瑞宝章。

## 学説
牛尾は「神楽と神がかり」で広島県備後地方の比婆荒神神楽について、三十三年目の式年祭を亡くなった人の魂が祖霊に加入する儀式とした。

## 島根民俗学会
1938年、島根民俗学会を発足させる。顧問として出雲大社宮司の千家尊統を迎え、会長には千代延尚寿が就任した。事務所は浜田市の石田春昭宅におき、牛尾は機関誌「島根民俗」の編集を担当した。
この「島根民俗」は9冊で一度休刊する。1942年に再刊するも、再び休刊する。
終戦後、出雲市の石塚尊俊が「島根民俗」の復刊を打診し、あくまで本格的復活までのつなぎということで「島根民俗通信」を刊行することに牛尾は了承する。しかしその後、牛尾と石塚に方針の齟齬があり「島根民俗通信」も廃刊に至る。
1950年、みたび「島根民俗」を復刊させるがここでもまた2号を刊行したところで休刊となった。

## 著書
- 『青笹上大江子本田唄集』私家版、1937年。
- 『大田植と田植歌』岩崎美術社、1968年。
- 『美しい村 民俗探訪記』石見郷土研究懇話会、1977年。
- 『続美しい村 民俗探訪記』石見郷土研究懇話会、1983年。
- 『詩歌集 桔梗の空』私家版、1983年。
- 『神楽と神がかり』名著出版〈牛尾三千夫著作集1〉、1985年。[注釈 1]
- 『大田植の習俗と田植歌』名著出版〈牛尾三千夫著作集2〉、1986年。